# Sandro Salvadore
Sandro Salvadore (* 29. November 1939 in Mailand; † 4. Januar 2007 in Costigliole d’Asti) war ein italienischer Fußballspieler.

## Karriere

### Im Verein
Sandro Salvadore begann seine Karriere beim AC Mailand, für den er zuerst in der Jugend spielte und am 21. September 1958 beim 2:0-Sieg über die US Triestina unter Giuseppe Viani in der Serie A debütierte. Bereits in der folgenden Saison wurde er Stammspieler und feierte mit Milan die italienische Meisterschaft. Zwei Jahre später, in der Saison 1961/62, wiederholte er diesen Erfolg.
Im Sommer 1962 wechselte Salvadore zu Juventus Turin, wo er zwölf Jahre lang Stammspieler auf der Position des Liberos war. Mit Juve gewann er drei Scudetti und eine Coppa Italia. Nach insgesamt 450 Partien und 17 Toren im Trikot von Juventus beendete Sandro Salvadore am Ende der Saison 1973/74 seine aktive Spielerlaufbahn. Sein Nachfolger auf der Position des Liberos bei Juve wurde Gaetano Scirea.

### In der Nationalmannschaft
In der Nationalmannschaft debütierte Sandro Salvadore am 10. Dezember 1960 beim 1:2 gegen Österreich. Er nahm mit der Squadra Azzurra an der Fußball-Weltmeisterschaft 1962 in Chile und an der WM 1966 in England teil. Bei der Europameisterschaft 1968 im eigenen Land feierte er unter Trainer Ferruccio Valcareggi den Titel. Salvadore absolvierte insgesamt 36 Länderspiele (kein Tor) für Italien, 17 davon als Kapitän.
Seine letzte Partie in der Nationalmannschaft absolvierte er am 21. Februar 1970 beim Spiel gegen Spanien in Madrid. Die beiden Mannschaften trennten sich 2:2, und Salvadore schoss innerhalb von drei Minuten zwei Eigentore. Daraufhin verlor Trainer Valcareggi das Vertrauen in ihn und nominierte Salvadore auch nicht mehr für die Weltmeisterschaft 1970 in Mexiko.
Mit der italienischen Auswahl nahm er außerdem 1960 an den Olympischen Spielen in Rom teil. Die Mannschaft des Gastgebers belegte den vierten Platz.

## Erfolge
- Europameister: 1968
- Italienische Meisterschaft: 1958/59, 1961/62, 1966/67, 1971/72, 1972/73
- Coppa Italia: 1964/65